# Ordine (commercio)
L'ordine, nel commercio,  è un'intenzione dichiarata, orale o scritta, di impegnarsi in una transazione commerciale relativa a prodotti o servizi specifici.

## Caratteristiche
Dal punto di vista dell'acquirente esprime l'intenzione di acquistare e viene chiamato ordine di acquisto. Dal punto di vista del venditore esprime l'intenzione di vendere e viene indicato come ordine di vendita o, come detto nella prassi, conferma ordine. Quando l'ordine di acquisto del compratore e l'ordine di vendita del venditore sono in accordo, gli ordini diventano un contratto tra l'acquirente e il venditore. Ovviamente, non è detto che sia una vendita vera e proprio: potrebbe essere un appalto, prestazione d'opera, somministrazione, altre tipi di negozi contrattuali.
In molte aziende gli ordini vengono utilizzati per raccogliere e riferire costi e fatturato in base ad obiettivi ben definiti. In questo modo risulta possibile verificare per quali finalità sono stati sostenuti i costi.
Secondo il codice civile, con la spedizione e/o consegna della merce si intendono valide e perfezionate per legge alcuni aspetti del contratto, a prescindere dal possesso di una copia valida sottoscritta dalle parti contraenti.

Nei Paesi di diritto latino, come l'Italia, tutto ciò che non è esplicitamente regolato nel contratto, rimanda alle norme di legge, che il firmatario è comunque tenuto a conoscere, quindi naturalmente anche se queste non vengono espressamente rinviate o enumerate nel contratto stesso. Vale infatti il principio, tipico del diritto penale, dell'Ignorantia legis non excusat nel diritto civile anche per le norme imperative non derogabili dall'autonomia privata nei negozi giuridici.
Ugualmente, il diritto privato è prevalente anche per tutto ciò che è scritto nel contratto e contrasta con le leggi vigenti: se la clausola è vessatoria e nulla, può essere liberamente non osservata dalla parte, ovvero in caso di contenzioso, si può ottenere che il giudice dichiari nulla e inapplicabile la disposizione contestata. 

Per essere legalmente valido in tutte le sue parti (non vessatorie o non contrarie al diritto privato che è comunque prevalente) ed esigibile davanti al giudice naturale precostituito per legge, la parte contrattuale che intende agire in giudizio deve prima di tutto essere in possesso di una Copia conforme all'originale dell'atto scritto e firmata in originale dalla controparte, con le  causali di firma -  per presa visione e per accettazione-, con firma per esteso e leggibile. A tale scopo la conferma dell'ordine di acquisto cartacea viene firmata dal titolare o dal legale rappresentante  della società di capitali, quale è l'amministratore delegato oppure da un lavoratore dipendente (quadro o dirigente in genere) delegato con un atto pubblicamente accessibile, un'apposita  procura notarile, di tipo generale o speciale, detto procuratore: il procuratore ha il potere di comprare o vendere in nome e per conto della società entro un determinato importo contrattuale massimo, e per le eventuali tipologie di beni e servizi specificate nella procura. 

Nell'ordine di acquisto o vendita è a volte riportata la dicitura che indica di quante pagine consta il documento, e in quante copie conformi ad unico effetto viene redatto.
Un ordine (o una riga d'ordine) può essere: scaduto (quando la data di evasione è trascorsa rispetto ad una certa data ma non è avvenuta l'evasione); evaso parzialmente (è stato spedito o erogato solo una parte di quanto accordato), evaso totalmente, evaso ma non fatturato, fatturato, pagato.
Gli ordini privi di conferma da parte del cessionario valgono unicamente come proposte (a meno che non vi sia un previgente accordo quadro sottoscritto tra le parti): si perfezionano solo con la conferma ordine. Inoltre, l'ordine non va confuso con il preventivo o offerta (o, equivalentemente, listino prezzi e/o catalogo) che, solitamente, sono comunicati dal fornitore al cliente in una fase precedente l'ordine (tramite richiesta di offerta del potenziale cliente o una iniziativa di marketing/prevendita del fornitore).
L'ordine è uno dei principali documenti generati tramite un sistema ERP (applicativo software gestionale aziendale). Si parla quindi anche di "righe d'ordine" (numerate singolarmente), contenute in un ordine, che rappresentano specifiche richieste di fornitura.

## Applicazione ed utilizzo
Attività come negozi, ristoranti e stazioni di servizio conducono affari con i loro clienti, accettando gli ordini a voce o impliciti nell'azione del compratore. Riempire un carrello con dei prodotti e dirigersi alla cassa è un'implicita intenzione di acquistare la merce. Richiedere,  in un ristorante, cibi e bevande varie, da consumare o meno nel locale, è un ordine di acquisto a voce. Mettere benzina nel proprio serbatoio ad una stazione di servizio è un ordine implicito. Il venditore solitamente si aspetta il pagamento immediato in contanti, con assegno o carta di credito per questo tipo di acquisti; successivamente fornisce all'acquirente una ricevuta per il pagamento. In termini giuridici, questa forma d'ordine commerciale è un "contratto implicito nei fatti".